# Björkdyna
Björkdyna (Jackrogersella multiformis) är en svampart. Björkdyna ingår i släktet Jackrogersella och familjen kolkärnsvampar.  Arten är reproducerande i Sverige.

## Underarter
Arten delas in i följande underarter:
- J. multiformis multiformis (Fr.) L. Wendt, Kuhnert & M. Stadler, 2017
- J. multiformis alaskensis (Y. M. Ju & J. D. Rogers) L. Wendt, Kuhnert & M. Stadler, 2017